# Contea di Oldham (Texas)
La contea di Oldham in inglese Oldham County è una contea dello Stato del Texas, negli Stati Uniti. La popolazione al censimento del 2010 era di 2 052 abitanti. Il capoluogo di contea è Vega. La contea è stata creata nel 1876 ed organizzata nel 1881.

## Geografia fisica
| Anno | Popolazione | ±%     |
| ---- | ----------- | ------ |
| 1880 | 387         | Note:  |
| 1890 | 270         | −30.2% |
| 1900 | 349         | 29.3%  |
| 1910 | 812         | 132.7% |
| 1920 | 709         | −12.7% |
| 1930 | 1,404       | 98.0%  |
| 1940 | 1,385       | −1.4%  |
| 1950 | 1,672       | 20.7%  |
| 1960 | 1,928       | 15.3%  |
| 1970 | 2,258       | 17.1%  |
| 1980 | 2,283       | 1.1%   |
| 1990 | 2,278       | −0.2%  |
| 2000 | 2,185       | −4.1%  |
| 2010 | 2,052       | −6.1%  |

Secondo l'Ufficio del censimento degli Stati Uniti d'America la contea ha un'area totale di 1501 miglia quadrate (3890 km²), di cui 1501 miglia quadrate (3890 km²) sono terra, mentre 0,9 miglia quadrate (2,3 km², corrispondenti allo 0,06% del territorio) sono costituiti dall'acqua.

### Strade principali
- Interstate 40
- U.S. Highway 385
- State Highway 214

### Contee adiacenti
- Hartley County (nord)
- Moore County (nord-est)
- Potter County (est)
- Deaf Smith County (sud)
- Quay County (ovest)
- Randall County (sud-est)